# Mauser Gewehr 98
Il Modell 98 è stato un fucile a otturatore girevole-scorrevole progettato nel 1898 dalla Mauser. Acquistato dall'esercito tedesco, entrò in servizio col nome di Gewehr 98.

## Caratteristiche
Fu un fucile che diede una svolta decisiva in quanto introdusse il sistema di azione Mauser adottato, prima o poi, dalla maggior parte degli eserciti. Le principali innovazioni sono il terzo tenone montato sull'otturatore e la modalità di armamento: infatti il percussore viene armato totalmente all'apertura dell'otturatore e non alla chiusura di quest'ultimo.
A differenza di altri modelli, disponeva di un sistema di alimentazione meno soggetto allo sporcamento dovuto al fango dei campi di battaglia, oltre a consentire la ricarica a colpo singolo; poteva infatti essere caricato tramite una piastrina che veniva poi spinta via dopo averne fatto scorrere col pollice i colpi verso il basso fin nel caricatore fisso dell'arma, integrale col meccanismo. Altri modelli coevi ne avevano uno simile ma sporgente sotto la cassa e aperto verso il basso, come lo Steyr-Mannlicher M1895 austriaco o il Carcano Mod. 91 italiano: venivano caricati con una piastrina metallica a pacchetto che rimaneva fissa nel serbatoio per essere espulsa dal basso attraverso una apposita finestrella esploso l'ultimo colpo. Il Mauser invece poteva essere caricato anche senza piastrina, inserendo manualmente le cartucce una ad una, esattamente come il Mosin-Nagant. Nel 1905 vennero adottati i proiettili Spitzer con calibro 7.92x57mm, il che gli conferiva maggiore gittata e tensione della traiettoria, aumentando ad un tempo la velocità alla bocca fino a quasi 900 m/s al posto dei 640 della vecchia munizione del 1888 a proiettile cilindrosferico più pesante. Cambiava anche la forma del punto di raccordo fra camera di scoppio e canna a causa della diversa forma della pallottola. Il bossolo rimaneva lo stesso, aumentava la carica di lancio data anche da una diversa polvere.
Il Gew 98 è senz'altro il più apprezzato e diffuso fucile di questo tipo mai prodotto; quasi tutti i paesi del mondo hanno impiegato almeno una delle sue numerosissime varianti. Una delle prime fu quella con la maniglia d'armamento piegata verso il basso destinata alle truppe cicliste. Anche i congegni di mira furono ritoccati per portare la regolazione standard da combattimento da 400 a 150 m; il disco metallico posto sul lato sinistro del calcio per l'impressione di marchi di reparto fu sostituito da un altro, forato, che serviva per lo smontaggio del percussore. Verso la fine della prima guerra mondiale fu realizzato il cosiddetto Modello 18 dotato di un coperchio scorrevole in lamiera sull'otturatore e di caricatori asportabili da 5, 10 e 25 colpi. Anche il Modello 98/17 era fornito di coperchio e aveva inoltre un fermo di forma squadrata sull'elevatore che impediva di chiudere l'otturatore sul serbatoio vuoto nella foga dell'azione; il 98/17 aveva l'alzo tarato a partire da 100 m. Del fucile Modello 98 fu anche realizzata una versione da addestramento in calibro .22 Long Rifle che era munita di un tubo di riduzione inserito nella canna; alcuni Gew 98 sono dotati di alzo a tangente.

## Varianti

### Carabina Modello 1898
Nella sua versione originale quest'arma non sembra aver goduto di una grande diffusione; a differenza del fucile dello stesso modello essa è piuttosto rara e le foto delle truppe tedesche scattate durante la grande guerra raramente le raffigurano armate con questa carabina. Quest'arma è fornita di calciatura lunga fino alla canna, ma si distingue da analoghe carabine Mauser per avere gli ultimi 15 centimetri della cassa di uno spessore molto più ridotto; fascette, attacco per la baionetta e alzo sono simili a quelli del fucile.

### Carabina Modello 1898a
Conobbe una diffusione enormemente superiore rispetto a quella del modello precedente; fu impiegata, sia pur limitatamente, anche nella seconda guerra mondiale. La Kar 98a fu fabbricata in quantitativi enormi tra il 1904 e il 1918; c'è chi sostiene che i tedeschi furono influenzati nella realizzazione di quest'arma dall'apparizione di carabine britanniche e americane di caratteristiche analoghe. In ogni caso la Kar 98a fu molto apprezzata dalle truppe tedesche, soprattutto per le sue dimensioni contenute (1100 mm); con essa furono introdotte nella serie 98 l'alzo a tangente ed il nuovo munizionamento con palla "S". Il lungo gancio per il fascio d'armi sporgente dalla fascetta superiore, le alette di protezione del mirino e il guardamano prolungato rendono quest'arma facilmente riconoscibile tra gli altri Mauser impiegati dalla Germania; la Kar 98a servì da modello per la carabina polacca del 1898.

### Carabina Modello 1898b
Malgrado la denominazione si tratta di un fucile. Quest'arma infatti è lunga quanto il Gew 98, ma ha la manetta d'armamento piegata in basso e l'alzo a tangente del Kar 98a.

## Modelli esteri

### I Mauser argentini
L'Argentina ha utilizzato notevoli quantitativi di Mauser in calibro 7,65. Il Modello 1909 è una versione leggermente modificata del Mauser 98.Esistono quattro versioni del Modello 1909: la versione da cavalleria con calciatura fino alla bocca, che può essere o non fornita di attacco per la baionetta. La versione per il Genio è fornita di una calciatura di tipo usuale ed ha un blocchetto di innesto della baionetta che sporge dalla fascetta posta all'estremità della cassa, come sul 98 tedesco. La versione cosiddetta "da montagna" è del tutto simile a quella del Genio se si esclude l'attacco della baionetta che sporge in avanti e al di sotto della fascetta. Molte di queste carabine sono state trasformate in armi sportive.

### I Mauser cecoslovacchi

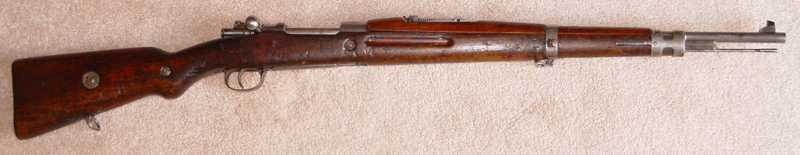
Un Modello 24

Nel 1924 la Ceskoslovenske Zbrojovka Brno -ZB- intraprese la produzione di fucili Mauser per le forze armate e per l'esportazione; l'industria cecoslovacca, in concorrenza con la FN belga, si impadronì di buona parte del mercato mondiale dei fucili militari. Tutti i Mauser prodotti dalla ZB impiegavano il meccanismo K98 e furono realizzati nei seguenti modelli: fucili Modello 98/22 e Modello 98/29; carabina Modello 12/33 e fucile Modello 24. Il 98/22 differisce dal 98/29 principalmente per l'impiego di alette di protezione montate su quest'ultimo; il 98/22 fu impiegato fra l'altro dalla Turchia. Oltre alla Cecoslovacchia il fucile Modello 24 fu adottato da Guatemala, Jugoslavia e Cina; quest'arma fu chiamata Modello 24 (t) dai tedeschi che ne fecero un uso massiccio. All'inizio della Seconda guerra mondiale, nel settembre 1939, 11 divisioni tedesche erano equipaggiate con questa e altre armi cecoslovacche. La Romania produsse il Modello 24 su licenza, ma dopo la guerra fu sostituito da fucili Mosin-Nagant. La Cecoslovacchia adottò anche la carabina Modello 16/33 che aveva il ponte posteriore della culatta di diametro minore, così come il fucile Modello 33. Quest'arma rimase in produzione durante tutta la guerra e, con piccole modifiche, fu assegnata ai paracadutisti ed alle truppe da montagna tedesche con la denominazione di Modello 33/40. Alcuni di questi fucili avevano un calcio pieghevole. Nel corso del conflitto i fucili Modello 24 furono sottoposti a ripetute modifiche cosicché gli ultimi prodotti erano in sostanza dei Kar 98k; questi fucili, marcati 24 (t), differiscono dal modello standard per avere un calcio in lamiera imbutita, una piastra di smontaggio del percussore sul calcio ed una scanalatura di fissaggio della cinghia, anch'essa sul calcio. Gli ultimi Mauser fabbricati dalla ZB avevano un ponticello in lamiera sovradimensionato, un foro di smontaggio del percussore nel calcio, scanalatura per la cinghia, fascette in lamiera stampata di tipo tedesco e fori di sfiato dei gas sull'otturatore modificati. Quest'arma fu prodotta fin verso il 1950 e fu venduta a Israele e Pakistan, mentre l'Iran ne ottenne la licenza di produzione. Si tratta dell'ultimo 98 prodotto in serie.

### I Mauser messicani
Nel 1902, il Messico adottò il Mauser modello 1902, con meccanismo del modello 98 tedesco e in calibro 7mm. Nel 1912 il Messico acquistò un altro Mauser da 7mm, il modello 1912, simile al modello 98, ma con un alzo a quadrante e copricanna più lungo.

### I Mauser polacchi
Poco dopo la Prima guerra mondiale, ebbe inizio presso l'arsenale di Varsavia la produzione di fucili Mauser, denominati ufficialmente Karabin wz. 98 (abbreviato in Kb wz. 98). Venne anche elaborata una versione locale, la Kb wz. 98a, in calibro 7,92 mm è quasi identica al Kar98a tedesco. La carabina pari calibro Kbk wz. 29 è invece una variante del Modello 24 cecoslovacco da cui differisce per la posizione delle magliette e del mirino. Dopo la Seconda guerra mondiale, tutti i Mauser furono sostituiti da fucili Mosin Nagant.

### Il Mauser portoghese

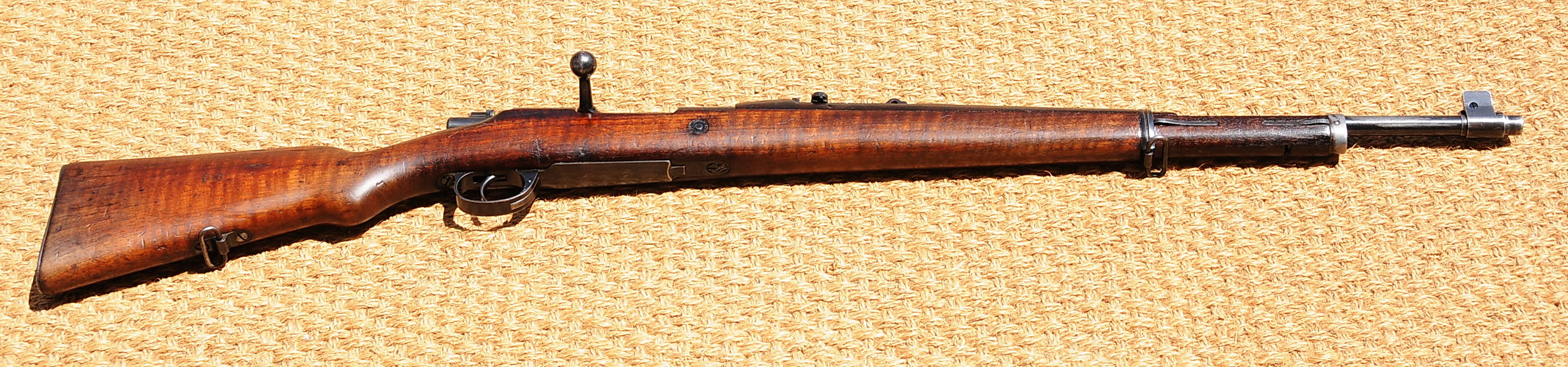
Il Mauser-Vergueiro Modello 904

Il Portogallo produceva il Mauser-Vergueiro Modello 904, simile al Mauser 98. Questi fucili venivano costruiti dalla fabbrica di armi tedesca DWM ed erano camerati per il 6,5x58 mm portoghese. Intorno al 1930 alcune di queste armi furono convertite in calibro 7,92 mm. L'arma fu sostituita dal Mauser M937 (la copia del Kar98k) e da fucili Lee-Enfield.
Nel 1939 gli esemplari rimasti del modello 1904 vennero riconvertiti al nuovo munizionamento, creando così la variante 1904/39. A questa conversione, eseguita dalla Fábrica Militar de Braço de Prata, vennero sottoposti 40.000 esemplari del fucile che rimasero in servizio fino al 1960, in dotazione per lo più alle milizie stanziate nelle colonie d'Asia e d'Africa. La modifica del calibro portò anche all'adozione di una nuova rampa dell'alzo.

### Il Mauser spagnolo
Nel 1916 la Spagna adottò una sorta di carabina derivata dal Modello 98 detta Fucile corto Modello 1916, in calibro 7mm Mauser. Fu prodotta in grandi quantitativi durante la Guerra civile spagnola. Molti di questi fucili sono stati trasformati in calibro 7,62 Cetme (e non 7,62 x 51 mm Nato: la Spagna avrebbe aderito alla Alleanza Atlantica solo nel 1982) per motivi di unificazione col nuovo fucile automatico CETME; probabilmente queste armi modificate fanno ancora parte della riserva.

### I Mauser turchi
Il fucile turco Modello 1903 calibro 7,65 mm è simile al tedesco Modello 98, a parte l'alzo, il copricanna, la fascetta superiore, il bottone d'armamento più lungo, il percussore e la modifica all'arresto dell'otturatore. Esisteva anche una versione carabina Modello 1905. Durante la prima guerra mondiale i tedeschi rifornirono i turchi di grandi quantità di Mauser calibro 7,92 mm. Dopo la guerra i turchi adottarono i fucili cecoslovacchi Modello 24 e convertirono tutte le armi più vecchie dal 7,65 al 7,92 mm.

### I Mauser ungheresi
In Ungheria, durante la seconda guerra mondiale, venne prodotto il Gewehr 1898/40 Danuvia modificando il Mod. 35 per equipaggiare le truppe tedesche. Realizzato dalla Femaru Fegyver es Gepgyar (FEG) di Budapest, il fucile in origine, molto più simile ai Mannlicher M1895 olandesi e rumeni che non al Mauser originale, ebbe alcune modifiche tra cui la scatola serbatoio apribile, la manetta dell'otturatore piegata (con il pomolo trasformato in una semisfera per non dovere modificare i legni sacrificandone la robustezza), i diversi supporti per le cinghie e un nuovo supporto della baionetta. Tale arma sfruttava le munizioni calibro 8x57IS. La produzione avvenne tra il 1941 ed il 1944.